# Терзан 7
Терзан 7 или Terzan 7 — разреженное молодое шаровое скопление, которое, как полагают, возникло в Карликовой эллиптической галактике в Стрельце (Sag DEG) и физически связано с ней. Оно сравнительно богатое металлом [Fe H=-0,6 и, согласно оценкам, ему 7,5 миллиардов лет. Terzan 7 имеет низкий уровень никеля ([Ni/Fe]=-0,2), который поддерживает своё членство в системе Sag DEG, поскольку оно имеет аналогичные химические особенности. Оно содержит большое количество голубых отставших звёзд, которые концентрируются в центре скопления. Терзан 7 имеет среднее распределение светимости Mv = −5.05. Оно имеет радиус (Rh) = 6,5 пк.

## История
Терзан 7 является самым ярким из шести шаровых скоплений, открытых армянско-французским астрономом Агопом Терзаном в 1968 году.

## Молодое шаровое скопление
Почти все шаровые скопления гала Млечного Пути формируются в одно и то же время (12-15 миллиардов лет). Даже крайне расположенный NGC 2419 (~ 100 кпк от центра Галактики) имеет тот же возраст. Эта тенденция касается и возраста шаровых скоплений найденных в Большом Магеллановом Облаке и Карликовой галактики в созвездии Печь. Однако, несколько шаровых скоплений кажется, значительно моложе, чем остальные, к ним относятся Паломар 1, Паломар 3, Паломар 4, Паломар 12, Паломар 14, Рупрехт 106, IC 4499, Арп 2, Эридан, Печь 4 и Терзан 7. В частности, эти, связанные с Sag DEG, видимо, сформировались в последнее время. Данные свидетельствуют о том, что все внешние настоящее шаровые скопления гала, возможно, первоначально формируются в карликовых сфероидальных галактиках.

## Иерархия формирования галактики
Кроме того, иерархическая модель гипотезы образования галактик, в соответствии с которой часть, возможно, большая, шаровых скоплений Млечного Пути могла бы возникнуть в аккреции других сфероидальных карликовых галактик как Sag DEG. Лучший кандидат на эту идею Паломар 12.

## Изображения
Гал.долгота 3.3868° 

Гал.широта -20.0666° 

Расстояние 75 700 св. лет